# Seddiner See
Seddiner See ist eine amtsfreie Gemeinde im Landkreis Potsdam-Mittelmark im Westen des Landes Brandenburg.

## Geografie
Das Gemeindegebiet umfasst ca. 24 km². Alle Ortsteile grenzen an den Großen Seddiner See, der etwa 218 ha umfasst, südlich der Stadt Potsdam. Außerdem liegen im Gebiet der Gemeinde der Kleine Seddiner See und der Kähnsdorfer See. Die höchste Erhebung der Gemeinde ist der Rauhe Berg mit 78,5 m ü. NHN.
Nachbargemeinden
Die Nachbargemeinden von Seddiner See sind die Stadt Beelitz, die Gemeinde Michendorf und die Gemeinde Schwielowsee.

## Gemeindegliederung
Die Gemeinde gliedert sich laut ihrer Hauptsatzung in drei Ortsteile:
- Kähnsdorf, mit einer Größe von 484 ha und 460 Einwohnern
- Neuseddin, mit einer Größe von 1409 ha und 3.186 Einwohnern
- Seddin, mit einer Größe von 528 ha und 1.268 Einwohnern

Auf dem Gemeindegebiet befinden sich die Wohnplätze Kunersdorf Försterei und Schuppesiedlung.
(Einwohnerzahlen 31. Dezember 2023)

## Geschichte
Kunersdorf war ein mittelalterliches Dorf, das im 15. Jahrhundert wüst gefallen war. Im 16. Jahrhundert war dort zunächst eine Schäferei, später ein Forsthaus errichtet worden. 1817 wurde die Chaussee von Michendorf bis nach Treuenbrietzen (die heutige Bundesstraße 2) ausgebaut. Zum Einziehen des Chausseegeldes (heute würde man Maut sagen) wurde nördlich der Försterei ein Chausseehaus errichtet. Es existiert heute nicht mehr.
In der Zeit des Nationalsozialismus befand sich im Ortsteil Neuseddin ein Zwangsarbeiterlager der Deutschen Reichsbahn. Auf dem Friedhof an der Friedhofsgasse  wurde 1947 an den Gräbern der Opfer ein Gedenkstein für die 45 Opfer errichtet, darunter sowjetische und polnische Zwangsarbeiter, jüdische Frauen und Mädchen, sowie KZ-Häftlinge.
Am 6. Dezember 1993 schlossen sich im Zuge der Kommunalwahlen die vormals selbstständigen Gemeinden Kähnsdorf, Neuseddin und Seddin trotz ihrer unterschiedlichen Geschichte, Entwicklung und Strukturen freiwillig zusammen und bildeten die Gemeinde Seddiner See, wobei der Große Seddiner See als Namensgeber diente. Alle drei Gemeindeterritorien grenzen an dieses größte Gewässer der Umgebung.

## Bevölkerungsentwicklung
| Jahr | Kähnsdorf | Neuseddin | Seddin |
| ---- | --------- | --------- | ------ |
| 1875 | 073       | 0081      | 0284   |
| 1910 | 072       | 0091      | 0426   |
| 1939 | 098       | 1.026     | 0682   |
| 1946 | 195       | 1.484     | 1.033  |
| 1950 | 174       | 1.525     | 1.012  |
| 1971 | 137       | 1.763     | 0855   |
| 1990 | 196       | 3.183     | 0788   |
| 1992 | 230       | 3.118     | 0817   |

| Jahr | Seddiner See |
| ---- | ------------ |
| 1993 | 4.189        |
| 1995 | 4.268        |
| 2000 | 4.339        |
| 2005 | 4.279        |
| 2010 | 4.198        |
| 2015 | 4.349        |
| 2020 | 4.511        |

| Jahr | Seddiner See |
| ---- | ------------ |
| 2021 | 4.510        |
| 2022 | 4.688        |
| 2023 | 4.754        |
| 2024 | 4.794        |

Gebietsstand des jeweiligen Jahres, Einwohnerzahl: Stand 31. Dezember, ab 2011 auf Basis des Zensus 2011, ab 2022 auf Basis des Zensus 2022

## Politik

### Gemeindevertretung
Die Gemeindevertretung von Seddiner See besteht aus 16 Gemeindevertretern und dem hauptamtlichen Bürgermeister. Die Kommunalwahl am 9. Juni 2024 führte bei einer Wahlbeteiligung von 65,8 % zu folgendem Ergebnis:
| Partei / Wählergruppe                              | Stimmenanteil 2019 | Sitze 2019 |        | Stimmenanteil 2024 | Sitze 2024 |
| -------------------------------------------------- | ------------------ | ---------- | ------ | ------------------ | ---------- |
| Freie Wähler Seddiner See                          | 27,1 %             | 4          | 30,1 % | 5                  |            |
| Unabhängige Wählergruppe pro Gemeinde Seddiner See | 21,1 %             | 3          | 25,0 % | 4                  |            |
| Die Linke                                          | 22,2 %             | 4          | 15,8 % | 3                  |            |
| Listenvereinigung Wählergemeinschaft Vereine       | 11,4 %             | 2          | 15,7 % | 2                  |            |
| Wählergruppe Neuseddin-Kähnsdorf-Seddin            | –                  | –          | 05,6 % | 1                  |            |
| SPD                                                | –                  | –          | 04,9 % | 1                  |            |
| Pro DORV                                           | 08,4 %             | 1          | 02,8 % | –                  |            |
| Interessengemeinschaft Bürger und Vereine          | 08,6 %             | 2          | –      | –                  |            |
| Einzelbewerber Thomas Herzbach                     | 01,2 %             | –          | –      | –                  |            |
| Insgesamt                                          | 100 %              | 16         | 100 %  | 16                 |            |

### Bürgermeister
- 2002–2021: Axel Zinke (parteilos)[13]
- seit 2022: Carina Simmes (BVB/Freie Wähler)

Zinke wurde am 24. September 2017 mit 53,2 % der gültigen Stimmen wiedergewählt. Er trat 2021 vorzeitig zurück.
Simmes wurde in der Bürgermeisterstichwahl am 22. Februar 2022 mit 57,4 % der gültigen Stimmen zu seiner Nachfolgerin gewählt. Ihre Amtszeit beträgt acht Jahre.

### Verwaltung
Die Gemeinde verfügt über kein eigenes Einwohnermeldeamt, sondern lässt dies über die Stadt Beelitz betreiben.

### Wappen
| Wappen von Seddiner See | Blasonierung: „In Blau eine eingebogene silberne Spitze, darin ein rotes Speichenrad, begleitet nach der Teilung rechts von einem gestürzten silbernen Boot in der Draufsicht, überdeckt von zwei schrägrechten silbernen Rudern, und links von einem gestürzten silbernen Fisch.“ |
| Wappen von Seddiner See | Wappenbegründung: Das Wappen versinnbildlicht den Zusammenschluss von Kähnsdorf (Kahn), Neuseddin (Lokomotivtreibrad) und Seddin (Fisch). Das Wappen wurde vom Erfurter Heraldiker Frank Diemar gestaltet und am 19. August 1997 durch das Ministerium des Innern genehmigt.       |

### Flagge
Die Flagge ist Rot – Weiß – Blau (1:4:1) gestreift und mittig mit dem Gemeindewappen belegt.

### Dienstsiegel
Das Dienstsiegel zeigt das Wappen der Gemeinde mit der Umschrift: „GEMEINDE SEDDINER SEE • LANDKREIS POTSDAM-MITTELMARK“.

## Sehenswürdigkeiten und Kultur

### Bauten
Siehe Liste der Baudenkmale in Seddiner See und in der Liste der Bodendenkmale in Seddiner See mit den in der Denkmalliste des Landes Brandenburgs eingetragenen Baudenkmalen.
Die Dorfkirche Seddin ist eine Saalkirche aus dem Jahr 1735. Im Innern stehen unter anderem ein polygonaler Kanzelaltar sowie eine Hufeisenempore.

### Museen
Die Kulturscheune und die Heimatstube in Kähnsdorf bieten Informationen zur Geschichte der Gemeinde und Funde aus vergangenen Zeiten sowie Ausstellungen von Werken verschiedener Künstler, Workshops (beispielsweise Wachsmalerei), Bastelnachmittage, Literaturnachmittage und anderes.
Der Findlingsgarten in Kähnsdorf, ein 25.000 m² großes Freilichtmuseum mit Findlingen, eiszeitlichen Geländeformschätzen und nordischen Leitgeschieben, informiert über die Eiszeitalter. Hier werden auch Skulpturen renommierter Künstler ausgestellt.

### Regelmäßige Veranstaltungen
Regelmäßige Veranstaltungen in der Gemeinde Seddiner See sind unter anderem das alljährliche Osterfeuer, das Maibaumfest, das Fischerfest, der „Seddiner See Pokal“ im Löschangriff Nass, das Oktoberfeuer sowie der Seddiner Super-Cup und der Lauf im Grünen des ESV Lok Seddin.

## Wirtschaft und Infrastruktur

### Ansässige Unternehmen
In der Gemeinde Seddiner See gibt es 336 Unternehmen. Auf die drei Ortsteile verteilen diese sich wie folgt: Kähnsdorf 24, Neuseddin 228, Seddin 84. Im 62 Hektar großen Gewerbegebiet im Ortsteil Neuseddin, unmittelbar vor den Toren Berlins, haben die größten Unternehmen ihren Sitz.

### Verkehr
Die Gemeinde Seddiner See liegt an der Bundesstraße 2 zwischen Michendorf und Beelitz. Die nächstgelegenen Autobahnanschlussstellen sind Michendorf und Ferch an der A 10 (südlicher Berliner Ring).
Der im Ortsteil Neuseddin  an der Bahnstrecke Berlin–Dessau gelegene Bahnhof Seddin ist Halt für die wochentags zweimal und am Wochenende einmal stündlich verkehrenden Regional-Express-Züge der Linie RE 7 Dessau – Bad Belzig – Berlin-Wannsee – Berliner Stadtbahn – Königs Wusterhausen – Senftenberg. Zum Bahnhof gehört einer der wichtigsten Rangierbahnhöfe der DB Netz AG in Ostdeutschland.

### Bildung
Nach einem Beschluss der Gemeindevertreter 2006 wurde die ehemalige Oberschule „Friedrich List“ infolge der sinkenden Schülerzahlen ausgegliedert. Die heutige Grundschule „Friedrich List“ wartet mit stetig steigenden Schülerzahlen auf und sollte dauerhaft Bestand haben. Zusätzlich gibt es in der Gemeinde eine Heimvolkshochschule direkt am Seddiner See, die vor allem für Seminare verschiedener Firmen und Organisationen benutzt wird. Alle Bildungseinrichtungen gehören zum Ortsteil Neuseddin.

### Einrichtungen für Kindertagesbetreuung und Jugendliche
Für die Kindertagesbetreuung gibt es die Kindertagesstätte „Waldsternchen“ (Neuseddin) sowie die Kindertagesstätte „Seepferdchen“ in Seddin. Die Grundschüler können nachmittags den Hort direkt in der Grundschule (Neuseddin) besuchen. Jugendliche können sich nachmittags im Jugendklub (Neuseddin) aufhalten.

### Medizinische Einrichtungen
Neuseddin hat für die ärztliche Versorgung eine Fachärztin für Allgemeinmedizin sowie einen Zahnarzt.

### Sport
Seddiner See bietet vielerlei Möglichkeiten für Aktivität in den verschiedensten (Gruppen-)Sportarten. So werden im Eisenbahnersportverein Lokomotive Seddin e. V. die Sportarten Badminton, Callanetics, Fußball, Gymnastik, Kegeln, Leichtathletik, Selbstverteidigung, Tischtennis und Wandern angeboten. Regelmäßige Sportveranstaltungen, wie zum Beispiel der Seddiner Super-Cup, ein ganztägiges Jugendfußballturnier für mehrere Altersklassen oder der Lauf im Grünen locken immer wieder eine Vielzahl von aktiven Sportlern und Zuschauern in das Stadion an der Kunersdorfer Straße in Neuseddin. Die erste Männermannschaft spielt in der Saison 2022/23 in der Landesklasse West Brandenburg. Die Kegler der SG Michendorf/Seddin schieben ihre Kugel in der 2. Bundesliga Süd/Ost.
In weiteren Vereinen der Gemeinde werden auch Ringen, Volleyball, Golf und Angeln angeboten. In Kähnsdorf ist jedem die Möglichkeit geboten, sich ein Ruder- oder Segelboot zu mieten.

### Vereine
In Neuseddin gibt es neben dem ESV Lok Seddin e. V. den „Spielmannszug Neuseddin e. V.“, sowie mehrere Gartenvereine. Die Freiwillige Feuerwehr ist in der Gemeinde mit den Freiwilligen Feuerwehren Neuseddin und Seddin sowie der „Jugend- und Kinderfeuerwehr der Gemeinde Seddiner See“ vertreten.

## Persönlichkeiten

### Ehrenbürger
- Fritz Klewitz (1921–2009), Bürgermeister der Gemeinde Neuseddin von 1965 bis 1985

### Söhne und Töchter der Gemeinde
- Werner Gocksch (1922–2006), Maler und Illustrator, geboren in Seddin
- Erik Hahn (* 1970), Ringer, geboren in Neuseddin